# Verwilghen
De familie Verwilghen is een Belgisch notabel en adellijk geslacht afkomstig uit het Waasland.

## Geschiedenis
De stamvader van de familie is Petrus Verwilghen (1570-1639) uit Waasmunster. Zijn nazaat Franciscus Verwilghen (°1682) zou de basis leggen voor de familie, die een vooraanstaande rol zou spelen in de Belgische samenleving. De familie bekleedde met Pierre-Antoine Verwilghen en Karel Verwilghen sleutelposities in het politieke leven tijdens kantelmomenten in de Belgische geschiedenis.
Alfons Verwilghen werd op 15 januari 1931 door koning Albert I in de erfelijke adelstand verheven. Hij kreeg de titel van baron overdraagbaar in mannelijke lijn bij eerstgeboorte. Zijn overige nazaten behoren tot de ongetitelde adel.

## Belangrijke telgen
Verscheidene telgen uit de familie speelden een belangrijke rol in het publieke leven, waaronder:
- Pierre-Antoine Verwilghen (1796-1846), lid van het Nationaal Congres en volksvertegenwoordiger (1843-1846)
- Stanislas Verwilghen (1829-1907), bankier en volksvertegenwoordiger (1857-1898)
- Alfons Verwilghen (1862-1933), bankier en voorzitter van de Ligue démocratique belge (1917-1920)
- Karel Verwilghen (1883-1979), secretaris-generaal van Arbeid en Sociale Voorzorg (1934-1942) en tijdens de oorlogsjaren lid van het Comité van de secretarissen-generaal (1940-1942)
- Hubert Verwilghen (1883-1955), provinciegouverneur van de provincie Limburg (1910-1928) en kabinetschef van Koning Boudewijn (1951-1955)
- Raphaël Verwilghen (1885-1963), invloedrijk stedenbouwkundige en architect
- Marc Verwilghen (1952), liberaal politicus, minister in verscheidene kabinetten (1999-2007), volksvertegenwoordiger (1991-1999) en senator (2007-2010)